# Cyprian Rogowski
Cyprian Krzysztof Rogowski (ur. 24 lipca 1953 w Bieżuniu) – polski duchowny katolicki, teolog, profesor nauk teologicznych, profesor zwyczajny Uniwersytetu Warmińsko-Mazurskiego w Olsztynie, w latach 2002–2008 dziekan Wydziału Teologii UWM, specjalista w zakresie pedagogiki religii.

## Życiorys
W latach 1972–1979 odbył studia filozoficzno-teologiczne w Warmińskim Seminarium Duchownym „Hosianum” w Olsztynie (z dwuletnią przerwą na obowiązkową służbę wojskową). W 1979 uzyskał tytuł magistra teologii na Wydziale Teologii Katolickiego Uniwersytetu Lubelskiego. Przyjął święcenia kapłańskie i został prezbiterem diecezji warmińskiej. W 1994 uzyskał w Niemczech doktorat z filozofii, a w 1996 na Wydziale Teologii KUL na podstawie rozprawy pt. Pedagogika religijna w Polsce i w Niemczech po Vaticanum II uzyskał stopień naukowy doktora nauk teologicznych. Tam też w 2000 na podstawie dorobku naukowego oraz rozprawy pt. Hermeneutyczno-dydaktyczny wymiar symbolu i  implikacje pedagogicznoreligijne. Studium pedagogicznoreligijne w wymiarze interdyscyplinarnym otrzymał stopień doktora habilitowanego nauk teologicznych w specjalności teologia pastoralna. W 2000 został profesorem nadzwyczajnym Wydziału Teologii Uniwersytetu Warmińsko-Mazurskiego w Olsztynie i kierownikiem Katedry Katechetyki i Pedagogiki Religii na tym wydziale. W 2002 prezydent RP nadał mu tytuł profesora nauk teologicznych.
W latach 2002–2005 oraz 2005–2008 był dziekanem Wydziału Teologii Uniwersytetu Warmińsko-Mazurskiego. W 2003 został profesorem zwyczajnym tej uczelni. W 2015 został profesorem zwyczajnym w Katedrze Turystyki, Rekreacji i Ekologii Wydziału Nauk o Środowisku UWM.
Był członkiem Komitetu Nauk Teologicznych PAN.